# Lichtenfels (Oberfranken)
Lichtenfels is een gemeente in de Duitse deelstaat Beieren, gelegen in het Landkreis Lichtenfels. De stad telt 20.034 inwoners.
Het stadje is bekend om zijn jaarlijkse Internationale Mandenmakerijbeurs van Lichtenfels. 

## Geografie
Lichtenfels (Bayern) heeft een oppervlakte van 122,27 km² en ligt in het midden van Duitsland.

## Geboren
- Stefan Kießling (25 januari 1984), voetballer
- Niklas Dorsch (15 januari 1998), voetballer

Altenkunstadt ·
Bad Staffelstein ·
Burgkunstadt ·
Ebensfeld ·
Hochstadt am Main ·
Lichtenfels ·
Marktgraitz ·
Marktzeuln ·
Michelau in Oberfranken ·
Redwitz an der Rodach ·
Weismain